# 顶果树属
顶果树属（学名：Acrocarpus）是云实科下的一个属，为无刺大乔木植物。该属共有2种，分布于热带亚洲。